# Gare de Saint-Cloud
Gare de Saint-Cloud vasútállomás Franciaországban, Suresnes településen.

## Vasútvonalak
Az állomást az alábbi vasútvonalak érintik:
- Párizs-Saint-Lazare-Versailles-Rive-Droite-vasútvonal
- Saint-Cloud-Saint-Nom-la-Bretèche - Forêt-de-Marly-vasútvonal

## Kapcsolódó állomások
A vasútállomáshoz az alábbi állomások vannak a legközelebb:
- Gare de Sèvres - Ville-d'Avray (Gare de Versailles-Rive-Droite, Transilien line L)
- Gare du Val d'Or (Paris Gare Saint-Lazare, Transilien line L)
- Gare de Garches - Marnes-la-Coquette (Gare de Saint-Nom-la-Bretèche - Forêt de Marly, Transilien line L)
- Gare de Suresnes - Mont Valérien (Gare de la Défense, Transilien U)
- Gare de Sèvres - Ville-d'Avray (Gare de La Verrière, Transilien U)